# يوزر لاند
UserLAnd هو تطبيق مفتوح المصدر على نظام أندرويد يسمح للمستخدمين بتشغيل بيئات لينكس متعددة على هواتفهم الذكية أو الأجهزة اللوحية دون الحاجة إلى صلاحيات الجذر (Root). يتيح هذا التطبيق للمستخدمين تثبيت وتشغيل توزيعات لينكس مثل أوبونتو وديبيان وكالي لينكس وغيرها مباشرة على جهاز الأندرويد، مما يسمح بتوفير بيئة مشابهة لبيئة سطح المكتب على جهاز محمول.

## الخصائص
- سهولة التثبيت: يمكن للمستخدم تثبيت توزيعات لينكس بسهولة دون الحاجة إلى تغيير النظام الأساسي للأندرويد أو صلاحيات الجذر.
- تشغيل التطبيقات: يسمح بتشغيل تطبيقات لينكس ضمن بيئة منفصلة داخل جهاز الأندرويد.
- دعم متعدد للتوزيعات: يدعم عدة توزيعات مثل أوبونتو و ديبيان و أرتش لينكس.
- التفاعل مع نظام أندرويد: يمكن للمستخدمين التفاعل مع النظام عبر واجهة رسومية أو واجهة سطر الأوامر (CLI).

## كيفية الاستخدام
بعد تثبيت التطبيق من متجر جوجل بلاي، يتمكن المستخدم من اختيار توزيعة لينكس وتثبيتها على جهازه. يقوم التطبيق بإنشاء بيئة محاكاة للنظام، مما يسمح للمستخدم بالوصول إلى بيئة لينكس عبر جهاز الأندرويد.

## الاستخدامات
- التطوير البرمجي: يمكن لمطوري البرمجيات استخدام بيئة لينكس لتطوير تطبيقات تعمل على أنظمة لينكس.
- التعلم: يسمح للطلاب والمستخدمين بالوصول إلى بيئات لينكس لأغراض تعليمية واختبار الأكواد.